# Franz Höhne (Maler)
Franz Karl August Höhne (* 5. Dezember 1892 in Bromberg; † 23. März 1980 in Bremen) war ein deutscher Maler und Kunsterzieher.

## Leben
Franz Höhne wurde 1892 als Sohn eines Lehrers in Bromberg in der damaligen preußischen Provinz Posen geboren, wo er auch aufwuchs. Nach dem Abitur, das er 1913 am Gymnasium in Schneidemühl ablegte, begann er an der Breslauer Akademie eine künstlerische Ausbildung, die durch die Teilnahme am Ersten Weltkrieg von 1914 bis 1916 unterbrochen wurde.
Nach Fortsetzung seiner künstlerischen Studien sowie einem Philosophiestudium an der Universität Breslau schloss er diese Phase 1918 mit der Zeichenlehrerprüfung ab. Nach anschließendem Besuch der Kunsthochschule in Weimar lebte Höhne zunächst als freischaffender Künstler in Weimar, Dresden und Berlin, in den Jahren 1919 bis 1921 unterbrochen von einer Zeit als Referendar in Beuthen O.S. In Berlin war Höhne im Nebenberuf als Lehrer tätig und machte an der Kunsthochschule sein Examen als Werklehrer. 1928 erfolgte die Übersiedlung nach Barth, wo er bis 1959 als Lehrer am Gymnasium tätig war. Daneben blieb für ihn seine künstlerische Arbeit wesentliches Anliegen.
Seine frühen Werke waren stark vom Expressionismus geprägt, was er zur Zeit des Nationalsozialismus und auch der DDR abschwächte. Er malte vor allem die Küstenlandschaften und ihre Menschen. Er gestaltete Ölbilder, Tuschzeichnungen, Linolschnitte.
Ein großer Teil seiner Arbeiten ging 1945 verloren.
Franz Höhne siedelte 1969 zu seiner Tochter nach Bremen über.
Das Stralsunder Kulturhistorische Museum ist im Besitz zahlreicher Arbeiten Höhnes, 32 davon stammen aus einer Schenkung seiner Tochter im Jahr 1991.

## Werke (Auswahl)
- 1924: Frau in Rot
- 1932: Frau im Sessel
- 1955: Auf der hohen Brücke am Meer
- 1960: Barther Brücke
- 1960: Zeesen vor untergehender Sonne
- 1962: Boote an der Brücke
- 1963: Zingster Strand
- 1965/66: Konzentrationslager
- 1967: Im Konzert; Tanzende; Spiegelbild[1]

## Ausstellungen
- 1940 Kulturhistorisches Museum Stralsund (u. a. mit Elisabeth Büchsel, Theodor Schultze-Jasmer und Rupprecht von Vegesack)
- seit 1948 auf den Ausstellungen des Bezirkes Rostock und auf den Kunstausstellungen der DDR in Dresden vertreten
- 1959, 1962/63, 1967/68 und 2006 Ausstellungen im Kulturhistorischen Museum Stralsund
- 1970, 1978 Ausstellungen in Bremen und Delmenhorst
- 1998 und 2006 Ausstellungen im Kunstkaten Ahrenshoop
- 2001 im Darß-Museum Prerow[1]